# Leonor Osorio Sarmiento
Leonor Osorio Sarmiento (... – Palermo, 30 marzo 1550) fu moglie di Juan de Vega, ambasciatore di Carlo V a Roma e viceré di Sicilia; fu una delle principali sostenitrici di Ignazio di Loyola e della Compagnia di Gesù delle origini.

## Biografia
Leonor Osorio Sarmiento era la figlia di Álvaro Pérez Osorio, III marchese di Astorga e della sua prima moglie Isabel Sarmiento de Zúñiga.
Leonor sposò nel 1524 Juan de Vega, uomo politico e militare spagnolo.
Leonor conobbe Ignazio di Loyola a Roma, dove suo marito era ambasciatore di Carlo V presso il papa: sostenne, anche finanziariamente, l'opera dei gesuiti in favore delle vittime della prostituzione (la casa di Santa Marta).
Nel 1547 seguì il marito, nominato viceré di Sicilia, a Palermo: attraverso Jerónimo Doménech, chiese a Ignazio di fondare un collegio gesuita a Messina (l'attuale università) sul modello di quello fondato a Gandia da Francesco Borgia.
Alla sua morte, l'opera di sostegno alla Compagnia fu continuata dalla figlia Isabella, moglie del duca di Bivona Pedro de Luna.

## Discendenza
Dal matrimonio con Juan de Vega nacquero:
- Pedro de Vega, signore di Grajal, sposò Jerónima Enriquez
- Isabel de la Vega Osorio, sposò Pedro Julio de Luna Peralta, II duca di Bivona
- Helena de Vega Osorio Sarmiento, sposò Fernando de Moraes Tavora